# Lo Vilar (Cuneo)
Lo Vilar (italià Villar San Costanzo, piemontès ël Vilar San Costans) és un municipi italià, situat a la regió del Piemont. L'any 2008 tenia 1.479 habitants. Està situat a la Val Maira, dins de les Valls Occitanes. Limita amb els municipis de Buscha, Draonier, la Ròca i Valmala.